# 岩手県道241号上斗米金田一線
岩手県道241号上斗米金田一線（いわてけんどう241ごう かみとまいきんたいちせん）は、岩手県二戸市を通る一般県道である。

## 概要
青森県との県境近くを通る一般県道で、沿道には2002年（平成14年）3月に二戸市立金田一小学校との統合により廃校となった旧玉木小学校跡がある。かつては国道4号と合流する直前のほんの数百メートルの区間で旧国道4号（青岩橋ルート）を通っていた。

### 路線データ
- 起点：二戸市上斗米字ウバコ沢（岩手県道32号二戸田子線交点）
- 終点：二戸市金田一字上野（国道4号青岩バイパス南口）

## 地理

### 通過する自治体
- 二戸市

### 交差する道路
- 岩手県道32号二戸田子線（起点）
- 岩手県道182号野々上斗内線・岩手県道256号野々上下斗米線（二戸市野々上字荒谷）
- 国道4号（終点）